# Polen i olympiska sommarspelen 1960
Polen deltog med 185 deltagare vid de olympiska sommarspelen 1960 i Rom. Totalt vann de fyra guldmedaljer, sex silvermedaljer och elva bronsmedaljer.

## Medaljer

### Guld
- Kazimierz Paździor - Boxning, lättvikt.
- Zdzisław Krzyszkowiak - Friidrott, 3 000 meter hinder.
- Józef Szmidt - Friidrott, tresteg.
- Ireneusz Paliński - Tyngdlyftning, 82,5 kg.

### Silver
- Jerzy Adamski - Boxning, fjädervikt.
- Tadeusz Walasek - Boxning, mellanvikt.
- Zbigniew Pietrzykowski - Boxning, lätt tungvikt.
- Elżbieta Krzesińska - Friidrott, längdhopp.
- Jarosława Jóźwiakowska - Friidrott, höjdhopp.
- Andrzej Piątkowski, Emil Ochyra, Wojciech Zabłocki, Jerzy Pawłowski, Ryszard Zub och Marian Kuszewski - Fäktning, sabel.

### Brons
- Brunon Bendig - Boxning, bantamvikt.
- Marian Kasprzyk - Boxning, lätt weltervikt.
- Leszek Drogosz - Boxning, weltervikt.
- Tadeusz Trojanowski - Brottning, fristil, bantamvikt.
- Kazimierz Zimny - Friidrott, 5 000 meter.
- Tadeusz Rut - Friidrott, släggkastning.
- Teresa Ciepły, Barbara Janiszewska, Celina Jesionowska och Halina Richter - Friidrott, 4 x 100 meter stafett.
- Stefan Kapłaniak och Władysław Zieliński - Kanotsport, K-2 1000 meter.
- Daniela Walkowiak - Kanotsport, K-1 500 meter.
- Teodor Kocerka - Rodd, singelsculler.
- Jan Bochenek - Tyngdlyftning, 82,5 kg.